# Prototype
Prototype är ett studioalbum av den svenska synthpopgruppen Bodies Without Organs, senare kallade BWO, och gruppens debutalbum. Det släpptes i november 2004 i Ryssland och först den 9 mars 2005 i hemlandet Sverige. Det var gruppens debutalbum och har sålt i drygt 80 000 exemplar. Från albumet släpptes sju singlar, som samtliga tog sig in på listor i Sverige. Albumet släpptes även i andra länder, med stora framgångar. Skivan gav även Bodies Without Organs en grammis för årets bästa popgrupp.

## Låtlista
Låtarna är tillmestadels skrivna av Alexander Bard och Anders Hansson. Dock har Martin Rolinski, tillsammans med ovannämnda, varit med och skrivit Son Of A Gun, Open Door och Say I Love You. Voodoo Magic skrevs av Hansson, Bard och Marina Shiptjenko. Andra som har mindre kopplingar till låtskrivandet är Jean-Pierre Barda, Norell, Oson.
1. Sixteen Tons of Hardware (3.29)
2. Conquering America (3.21)
3. Son Of A Gun (3.26)
4. Open Door (Ballad Version) (3.30)
5. Walking The Night (3.51)
6. Voodoo Magic (3.42)
7. Sunshine in the Rain (4.02)
8. Riding Through The Night (3.51)
9. Say I Love You (4.21)
10. Rhythm Divine (3.38)
11. European Psycho (3.40)
12. Living In A Fantasy (3.57)
13. Gone (2.58)
14. Open Door (Disco Version) (3.41)
15. Sixteen Tons of Hardware (Johan S Remix) (3.27)
16. Conquering America (Johan S Remix) (3.15)

## Listplaceringar
| Lista (2005-2006) | Topplacering |
| ----------------- | ------------ |
| Sverige           | 2            |